# Herpyllus hesperolus
Herpyllus hesperolus är en spindelart som beskrevs av Chamberlin 1928. Herpyllus hesperolus ingår i släktet Herpyllus och familjen plattbuksspindlar. Inga underarter finns listade i Catalogue of Life.